# Fréteval
Fréteval is een gemeente in het Franse departement Loir-et-Cher (regio Centre-Val de Loire). De plaats maakt deel uit van het arrondissement Vendôme. Fréteval telde op 1 januari 2022 1.065 inwoners.

## Geografie
De oppervlakte van Fréteval bedroeg op 1 januari 2022 20,49 vierkante kilometer; de bevolkingsdichtheid was toen 52 inwoners per km².
De onderstaande kaart toont de ligging van Fréteval met de belangrijkste infrastructuur en aangrenzende gemeenten.

## Demografie
Onderstaande figuur toont het verloop van het inwonertal (bron: INSEE-tellingen).